# Finsko na Zimních olympijských hrách 1988
Finsko na Zimních olympijských hrách 1988 v Calgary reprezentovalo 59 sportovců, z toho 51 mužů a 8 žen. Nejmladším účastníkem byl Ari-Pekka Nikkola (18 let, 274 dní), nejstarší pak Marja-Liisa Kirvesniemiová (32 let, 169 dní) . Reprezentanti vybojovali 7 medailí, z toho 4 zlaté, 1 stříbrnou a 2 bronzové.

## Medailisté
| Medaile | Jméno | Sport           | Disciplína                          |
| ------- | --- | --------------- | ----------------------------------- |
| Zlato   | Marjo Matikainenová | Běh na lyžích   | Ženy 5 km klasicky                  |
| Zlato   | Matti Nykänen | Skoky na lyžích | Muži - střední můstek (K90)         |
| Zlato   | Matti Nykänen | Skoky na lyžích | Muži - velký můstek (K120)          |
| Zlato   | Ari-Pekka Nikkola Matti Nykänen Jari Puikkonen Tuomo Ylipulli | Skoky na lyžích | Družstvo mužů - velký můstek (K120) |
| Stříbro | Timo Blomqvist Kari Eloranta Raimo Helminen Iiro Järvi Esa Keskinen Erkki Laine Kari Laitinen Erkki Lehtonen Jyrki Lumme Reijo Mikkolainen Jarmo Myllys Teppo Numminen Janne Ojanen Arto Ruotanen Reijo Ruotsalainen Simo Saarinen Kai Suikkanen Timo Susi Jukka Tammi Jari Torkki Pekka Tuomisto Jukka Virtanen | Lední hokej     | Družstvo mužů                       |
| Bronz   | Marjo Matikainenová | Běh na lyžích   | Ženy 10 km klasicky                 |
| Bronz   | Marja-Liisa Hämäläinenová Marjo Matikainenová Pirkko Määttä Jaana Savolainen | Běh na lyžích   | Ženy - štafeta 4 x 5 km             |